# Лас-Колорадас
Лас-Колорадас — административный центр департамента Катан-Лиль в провинция Неукен, на юго-западе Аргентины.

## История
Лас-Колорадас был основан 26 октября 1926 года.

## Арауканские общности
В этой общине имеют место арауканская общность коюпан и арауканская общность Лонколуан.
1. ↑  2022 Argentina census